# Ѹ
Ѹ、ѹ（称呼为Укъ, uk）是一个早期西里尔字母。
它本来是由希腊文二合字母⟨ου⟩演变而来。後来为书写快捷，把原本左右写的О与У变成了上下写。在现代斯拉夫语族语言中这字母已被 У 所取代。

## 音值
代表 /u/。

## 参看
- О о、У у（西里尔字母）
- Ȣ ȣ（拉丁字母）